# Robert Balzar

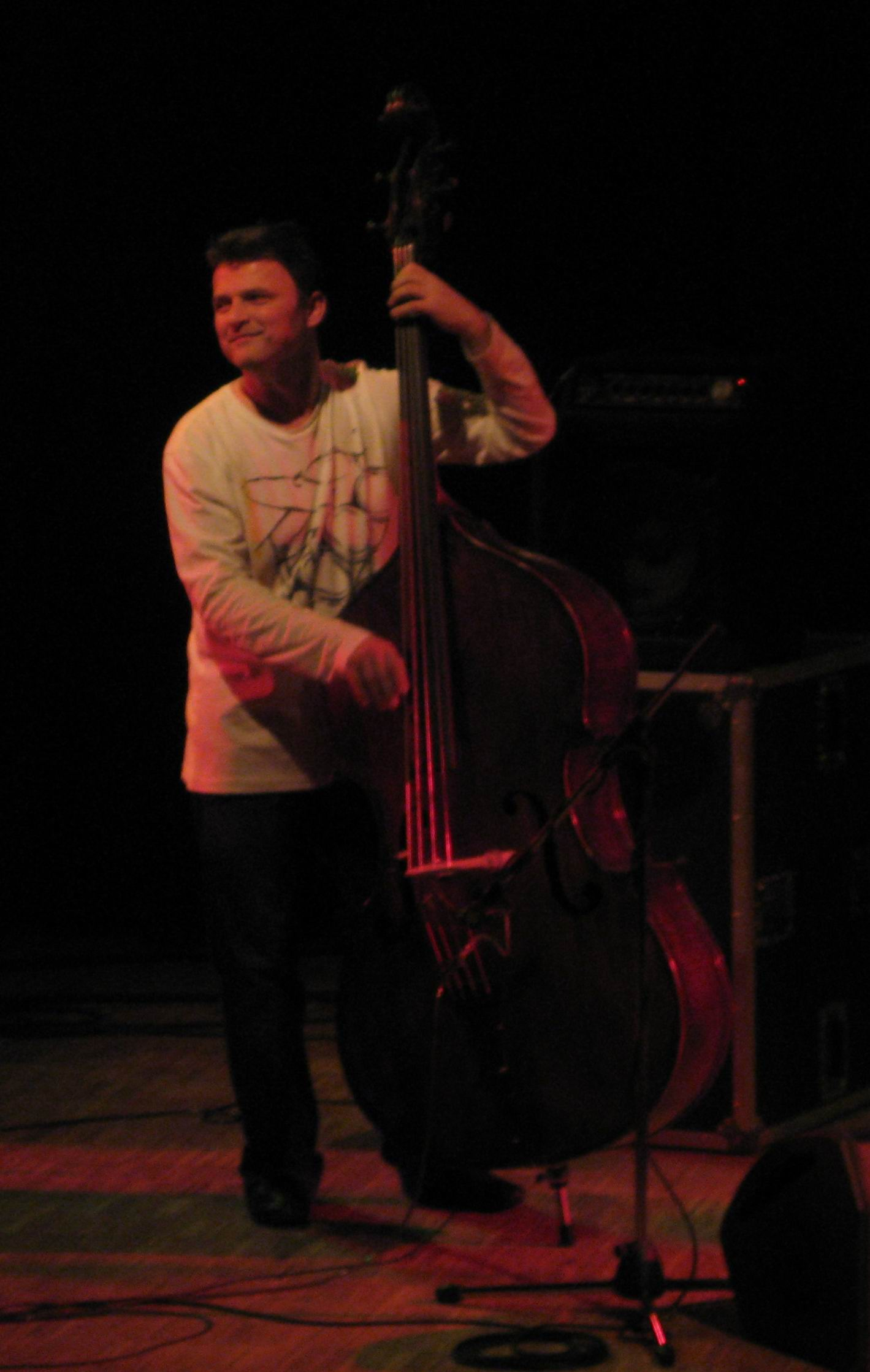
Robert Balzar, 2009

Robert Balzar (* 11. Mai 1962 in Náchod, Tschechische Republik) ist ein Jazz-Bassist und -Komponist.
Robert Balzar studierte Bass am Konservatorium in Brno. Nachdem er in verschiedenen Formationen mitwirkte, gründete er 1996 das Robert Balzar Trio, das auch Yvonne Sanchez begleitete. Durch die Zusammenarbeit mit dem amerikanischen Jazz-Gitarristen John Abercrombie erlangte das Trio auch internationale Beachtung.
Balzar arbeitete unter anderem mit Najponk, Joe Newman, Benny Bailey, Tony Scott, Benny Golson, Wynton Marsalis, Lew Tabackin, Tony Lakatos, Victor Lewis, dem Hal Galper Trio sowie Craig Handy.

## Auszeichnungen
Robert Balzar und sein Trio erhielten verschiedene Auszeichnungen:
- 1998: Album Travelling, als beste tschechische CD des Jahres beim Czech Radio Jazz Test
- 1999: Robert Balzar, als bester tschechischer Bassist des Jahres
- 2000: Album Alone, als beste tschechische CD des Jahres
- 2000: Robert Balzar Trio, als beste tschechische Gruppe des Jahres

## Diskografie des Robert Balzar Trio
- 1998: Travelling,
- 2000: Alone
- 2005: Overnight
- 2008: Tales, mit John Abercrombie
- 2010: Theyories, mit Dan Bárta
- 2013: Discover Who We Are
- 2014: Vuja Dé